# Agrippa Furius Fusus (consul en -446)
Pour les articles homonymes, voir Furius Fusus.
Agrippa Furius Fusus est un homme politique romain du Ve siècle av. J.-C., consul en 446 av. J.-C.

## Famille
Il est membre de la branche des Furii Fusi de la gens Furia.

## Biographie

### Consulat (446)
En 446 av. J.-C., il est consul avec Titus Quinctius Capitolinus Barbatus. Les dissensions à Rome entre patriciens et plébéiens empêchent toute levée de soldats. Les Èques et les Volsques profitent de ces troubles civils pour piller le territoire romain.
Son collègue Titus Quinctius exerce son quatrième consulat. Le rôle d'Agrippa Furius est relégué au second plan face à son collègue plus âgé et plus expérimenté. C'est Titus Quinctius qui s'adresse au peuple, s'attaquant à la discorde entre patriciens et plébéiens, au fait que le peuple refuse de prendre les armes alors que les ennemis de Rome s'agitent, préférant plutôt, mené par les tribuns de la plèbe, attaquer sans cesse les magistrats patriciens. Ce discours semble avoir de l'effet sur le peuple, d'autant plus que des ruraux rentrent à Rome blessés et démunis de terres, générant une vague d'indignation.
Les deux consuls peuvent donc réunir une armée, le peuple s'étant massivement mobilisé, et cela pour la première fois depuis quelques années. Agrippa Furius remet le commandement suprême à Titus Quinctius et commande une partie de l'armée, comme les légats consulaires Spurius Postumius Albus et Servius Sulpicius. Près de la cité èque de Corbione, les Romains affrontent les Volsques. Agrippa Furius reçoit la conduite de l’aile gauche romaine et se distingue alors en encourageant l’attaque de ses soldats en lançant leurs étendards au milieu des rangs ennemis. Les Romains remportent la victoire et les invasions èques et volsques sont repoussées,.
Cette même année, les deux consuls servent d'arbitre dans une querelle de terres opposant les cités alliées d'Aricie et d'Ardée. Le peuple romain, par la voix d'un plébéien âgé, demande aux consuls de réclamer ces terres qu'il pense revenir de droit à Rome,.

### Auteurs antiques
- Tite-Live, Histoire romaine, Livre III, 65-68 sur le site de l'Université de Louvain

### Auteurs modernes
- (en) T. Robert S. Broughton, The Magistrates of the Roman Republic : Volume I, 509 B.C. - 100 B.C., New York, The American Philological Association, coll. « Philological Monographs, number XV, volume I », 1951, 578 p.